# Kassius Hallinger
Kassius Hallinger OSB (* 8. August 1911 in Gernsheim; † 24. Oktober 1991 in Würzburg) war ein deutscher Benediktiner und Kirchenhistoriker.
Er studierte Philosophie und Theologie nach seinem Eintritt in die Abtei Münsterschwarzach 1930 und im Zweitstudium an der Universität Würzburg. Nach der Priesterweihe 1936 wurde er 1940–1945 zur Wehrmacht als Sanitäter eingezogen. Nach der Promotion 1948 zum Dr. phil. in Würzburg wurde er 1949 an das Pontificio Ateneo Sant’Anselmo berufen, lehrte dort zunächst bis 1953 als Dozent und dann bis 1986 als Professor für Kirchengeschichte des Mittelalters und der Neuzeit. Ihm wurde das Bundesverdienstkreuz 1. Klasse und Österreichische Ehrenkreuz für Wissenschaft und Kunst I. Klasse verliehen. Die Universität Mainz verlieh ihm die  theologische Ehrendoktorwürde.

## Schriften (Auswahl)
- Gorze-Kluny. Studien zu den monastischen Lebensformen und Gegensätzen im Hochmittelalter. Band 1. Rom 1950, OCLC 632055370.
- Gorze-Kluny. Studien zu den monastischen Lebensformen und Gegensätzen im Hochmittelalter. Band 2. Rom 1951, OCLC 632055375.
- als Herausgeber: Initia consuetudinis Benedictinae. Consuetudines saeculi octavi et noni. Siegburg 1963, OCLC 882505214.
- als Herausgeber: Consuetudines Cluniacensium antiquiores cum redactionibus derivatis. Siegburg 1983, ISBN 3-87710-106-2.
- als Herausgeber: Consuetudinum saeculi X/XI/XII monumenta, introductiones. Siegburg 1984, ISBN 3-87710-108-9.
- als Herausgeber: Consuetudinum saeculi X/XI/XII monumenta non-Cluniacensia. Siegburg 1984, ISBN 3-87710-107-0.